# Érôme
Érôme é uma comuna francesa na região administrativa de Auvérnia-Ródano-Alpes, no departamento de Drôme. Estende-se por uma área de 7,33 km². Em 2010 a comuna tinha 820 habitantes (densidade: 111,9 hab./km²).